# مخروط زائد (مركبة فضائية)
المخروط الزائد (hypercone) هي آلية لتباطؤ إعادة الدخول إلى الغلاف الجوي تم اقتراحها للاستخدام في بعثات الهبوط المستقبلية على المريخ. وهي عبارة عن هيكل قابل للنفخ يتمتع بخصائص الدروع الحرارية والمظلات.
وتهدف آلية المخروط الزائد إلى استكمال آليات التباطؤ الأخرى وسد الفجوة في القدرات بين الدروع الحرارية التقليدية (المفيدة لأخذ مركبة فضائية من السرعة المدارية إلى عدة أضعاف سرعة الصوت) والمظلات أو صواريخ الهبوط التقليدية (المفيدة فقط دون مستوى سرعة الصوت). إن ما يتميز به كوكب المريخ بالجمع بين رقة كثافة الغلاف الجوي والجاذبية الكبيرة نسبيًا يجعل من المستحيل على الدرع الحراري التقليدي القيام بكبح كبسولات الهبوط لأكثر من كتلة ذات عدة أطنان قليلة إلى سرعة أقل من سرعة الصوت قبل الارتطام بالسطح.
وتتألف آلية المخروط الزائد من بالون كبير على شكل حلقة من شأنه أن يدعم هيكلاً مخروطي الشكل من الهيكل المقاوم للحرارة يبلغ قطره من ثلاثين إلى أربعين مترًا، مع كبسولة موضوعة عند حافة المخروط. يتم نفخ البالون بسرعة لتوسيع المخروط إلى الحجم الكامل والسحب الناتج يؤدي إلى إبطاء سرعة الكبسولة في حين يمكن لآليات الهبوط الأخرى إنهاء مهمة الوصول بها إلى الهبوط الهين.
ويقوم برنامج مخفف السرعة الأسرع من الصوت منخفض الكثافة (LDSD) التابع لوكالة ناسا باختبار بعض هذه الأجهزة الجديدة وأجرى مؤخرًا تجربة تم إجراؤها على اختبار مزلجة صاروخ لتكرار القوى التي ستواجهها المركبة الفضائية الأسرع من الصوت قبل الهبوط.